# Xã Wesley, Quận Faulk, Nam Dakota
Xã Wesley (tiếng Anh: Wesley Township) là một xã thuộc quận Faulk, tiểu bang Nam Dakota, Hoa Kỳ. Năm 2010, dân số của xã này là 39 người.